# Eva Schloss
Eva Schloss (MBE) (Viena, 11 de maio de 1929) é uma escritora, educadora e sobrevivente judia dos campos de concentração de Auschwitz-Birkenau, nascida na Áustria.
Nascida Eva Geiringer, é enteada de Otto Frank, pai de Anne Frank. Eva fala publicamente sobre suas experiência durante a Segunda Guerra Mundial, sendo autora da autobiografia Depois de Auschwitz.

## Biografia
Eva nasceu em Viena, em 1929, no seio de uma família judaica. Era filha de Elfriede Geiringer com Erich Geiringer (1901-1945). Seu irmão mais velho, Heinz, nasceu em 1926, com quem adorava esquiar nas montanhas no inverno e nadar no lago nos meses de verão. Mas com a Anschluss, em 1938, sua família começou a ser evitada até mesmo pelos amigos. Seu irmão, Heinz, chegou a ser atacado na rua por colegas de escola, enquanto os professores assistiam. Uma das melhores amigas de Eva, uma garota católica em Viena, se recusou a recebê-la e a mãe da menina bateu a porta na sua frente.
Para tentar fugir da perseguição, a família emigrou primeiro para a Bélgica até se estabelecer nos Países Baixos, onde morou no mesmo prédio em Amsterdã que Anne Frank. Costumavam brincar juntas já que tinham uma pequena diferença de idade. Pouco tempo depois da família chegar a Amsterdã, em 1940, os nazistas invadiram a Holanda e a perseguição aos judeus logo começou. Eles tentaram deixar o país, mas desta vez não conseguiram.
Em 1942, as duas garotas se escondiam dos nazistas que caçavam judeus na cidade. A família Geiringer se dividiu estrategicamente em casas diferentes a fim de evitar a prisão da família inteira: Eva se refugiou com a mãe, enquanto seu irmão, Heinz, se escondeu com o pai. Porém, em maio de 1944, sua família foi presa pelos nazistas depois de ser traída por um agente duplo da resistência holandesa e foi transferida para o campo de concentração de Auschwitz-Birkenau.
A família foi separada ao chegar no campo. Quando os alemães abandonaram Auschwitz, eles levaram um contingente de prisioneiros, no que ficou conhecido como a Marcha da Morte, e entre eles estavam Erich e Heinz. Tanto Eva quanto sua mãe estavam em péssimas condições de saúde quando foram libertadas do campo por tropas soviéticas.
Depois de se recuperarem em um hospital, ambas retornaram para Amsterdã, na esperança de descobrir o que acontera a Erich e Heinz. Mas infelizmente, em agosto de 1945, Eva descobriu que seu pai e irmão foram forçados a marchar até Mauthausen, na Áustria, o último campo de concentração a ser liberado pelos aliados. Heinz morreu de exaustão, e seu pai faleceu apenas três dias antes do fim da guerra.
Elas reencontraram Otto Frank que na época ainda se recuperava da perda de toda a família e tinha acabado de descobrir o diário da filha, Anne. Em novembro de 1953, Elfriede se casou com Otto.

## Pós-guerra
Eva retomou os estudos, ingressando no curso de história da arte na Universidade de Amsterdã. Viajou para a Inglaterra para estudar fotografia por um ano. Lá conheceu Zvi Schloss, refugiado judeu, nascido na Alemanha, cujo pai esteve preso no Campo de concentração de Dachau e que morava no Mandato Britânico da Palestina. Eva e Zvi se casaram em 1952. O casal acabou se estabelecendo em Londres e ganharam a cidadania britânica.
O casal teve três filhas. Zvi faleceu em 2016.
Como um gesto de reconciliação com seu país de origem, Eva se tornou novamente cidadã da Áustria, em junho de 2021.

## Ativismo

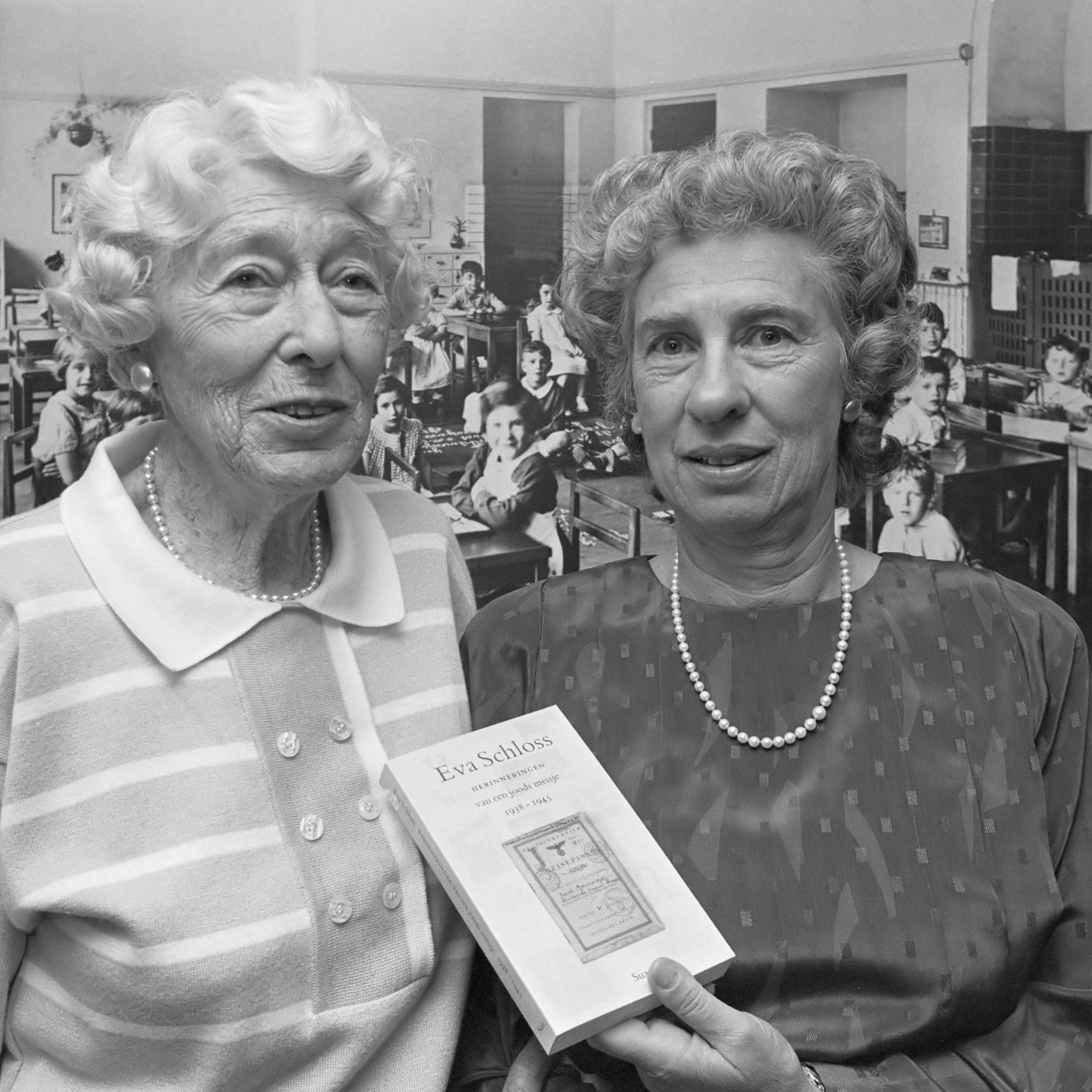
Eva e a mãe, em 1989

Eva não falou de suas experiências no campo de concentração até a morto de Otto Frank, em 1980. Tendo visto o envolvimento emocional de Otto com a memória da filha, Eva se sentiu responsável por manter o legado de Anne Frank e seu nome vivos. Eva então começou a falar sobre as experiências de sua família durante o Holocausto em escolas e universidades.
Em um esforço de manter viva as memórias de sobreviventes do Holocausto para as futuras gerações, Eva participa da Fundação Shoah, onde respondeu a várias perguntas sobre suas experiências na Segunda Guerra, enquanto era gravada e preservada em arquivo.

## Publicações
- Eva's Story (1988)[10]
- The Promise (2006)[10]
- After Auschwitz: My Memories of Otto and Anne Frank (2013)[10]